# 追栗街镇
追栗街镇，是中华人民共和国云南省文山壮族苗族自治州文山市下辖的一个乡镇级行政单位。

## 行政区划
追栗街镇下辖以下地区：
追栗街村、塘子边村、硝厂村、科麻栗村和大兴寨村。